# 艾布爾山
47°54′57″N 15°27′09″E / 47.91583°N 15.45250°E

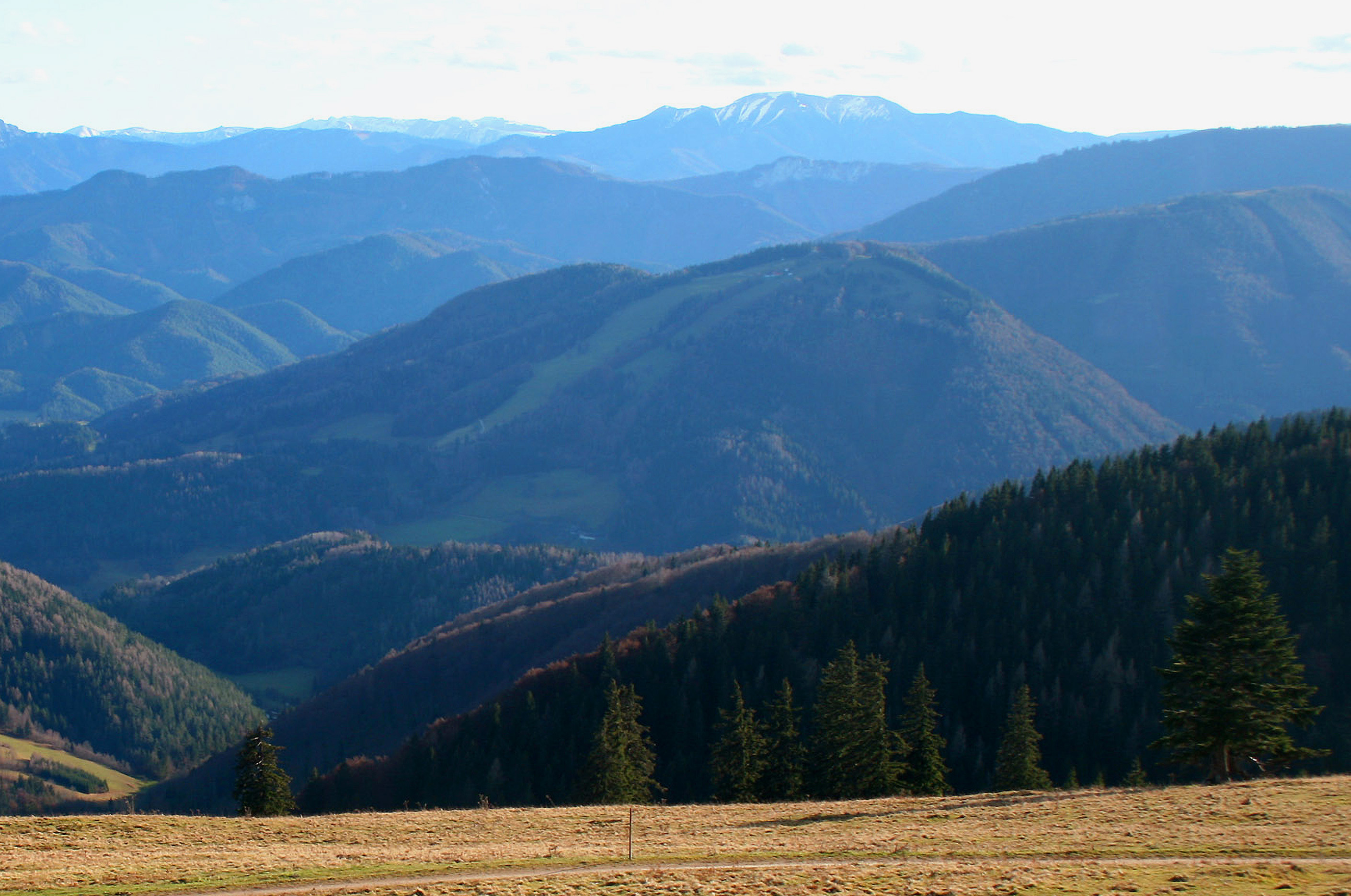

艾布爾山（德語：Eibl），是奧地利的山峰，位於該國東北部，由下奧地利州負責管轄，屬於蒂爾尼茨阿爾卑斯山脈的一部分，海拔高度1,002米，該山峰適合滑雪旅行和遠足。